# 蘇里南下口鯰
蘇里南下口鯰，為輻鰭魚綱鯰形目甲鯰科的其中一種，為熱帶淡水魚，分布於南美洲蘇利南河流域，體長可達16.5公分，棲息在底層水域，生活習性不明。
种名 surinamensis 意为“苏里南的”。